# Centro Histórico de São Luís
Centro Histórico de São Luís compreende uma área de 220 hectares de extensão em São Luís, capital do Maranhão. Cerca de 3000 imóveis estão tombados pelo patrimônio histórico estadual, e 1400 pelo IPHAN. Parte desse sítio foi declarado Patrimônio Mundial em 1997, por seu conjunto arquitetônico colonial português adaptado ao clima do local.

## História
O Centro Histórico de São Luís teve seu início como um pequeno povoado luso-espanhol, em 1531, passando para o domínio francês em 1612 e sendo retomado pelos colonizadores portugueses três anos depois. Tem-se que permaneceu dessa forma por volta de três décadas, quando, sob a chefia de Maurício de Nassau, foi tomado pelos holandeses de 1641 a 1644. 
Expõe-se que o mesmo reúne cerca de quatro mil imóveis tombados pelo governo brasileiro e mantém intacto o traçado urbano do Século XVIII. O local é formado de conjuntos uniformes de arquitetura civil, oriundas dos Séculos XVIII e XIX.
A principal característica arquitetônica do centro histórico é mesmo a preocupação com o clima, quente e úmido. Entre as soluções, estava o uso de azulejos na impermeabilização das fachadas de taipa. As plantas são em "L" ou em "U", com grandes telhados e venezianas.
Os prédios arquitetônicos constituem-se de sobrados, casas térreas e solares. Os sobrados possuem até quatro pavimentos, sendo o térreo loja comercial e os outros pisos residências. Os solares, sobrados suntuosos, possuem muitos detalhes refinados, e as casas térreas, por fim, passíveis de várias classificações (por exemplo, morada inteira: porta com duas janelas de cada lado; meia morada: porta lateral e duas janelas).
Entre as edificações históricas a serem destacadas, encontram-se o Palácio dos Leões (sede do governo do estado), o Palácio de La Ravardière (sede da prefeitura), a Catedral de São Luís, o Palácio Episcopal, o Convento do Carmo, o Convento das Mercês, a Casa das Tulhas, a Igreja do Rosário, a Igreja do Desterro, a Casa das Minas, a Casa de Nagô, a Fonte do Ribeirão, a Fonte das Pedras, o Teatro Artur Azevedo e muitos outros.

## Patrimônio Cultural da Humanidade

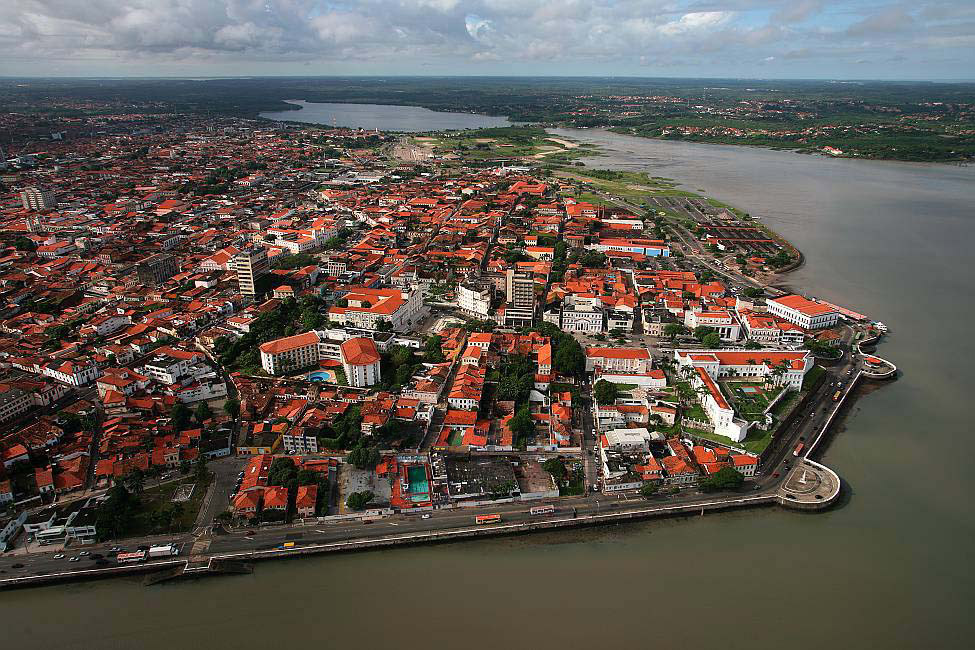
Vista Aérea do Centro Histórico de São Luís

O centro histórico da capital do estado do Maranhão é o nono monumento histórico-cultural do país incluído na Lista do Patrimônio Mundial Cultural e Natural da Unesco, conforme decisão da assembleia Geral do Comitê do Patrimônio Mundial dessa instituição, reunidos na cidade italiana de Nápoles, em 04 de dezembro de 1997.
De acordo com a Unesco, dentre os quesitos técnicos que fizeram de São Luís Patrimônio Mundial, destaca-se o testemunho excepcional de tradição cultural. Isso se refere à grande preservação do casario colonial no centro histórico de São Luís, retrato preservado da presença portuguesa no Século XVIII e início do Século XIX.

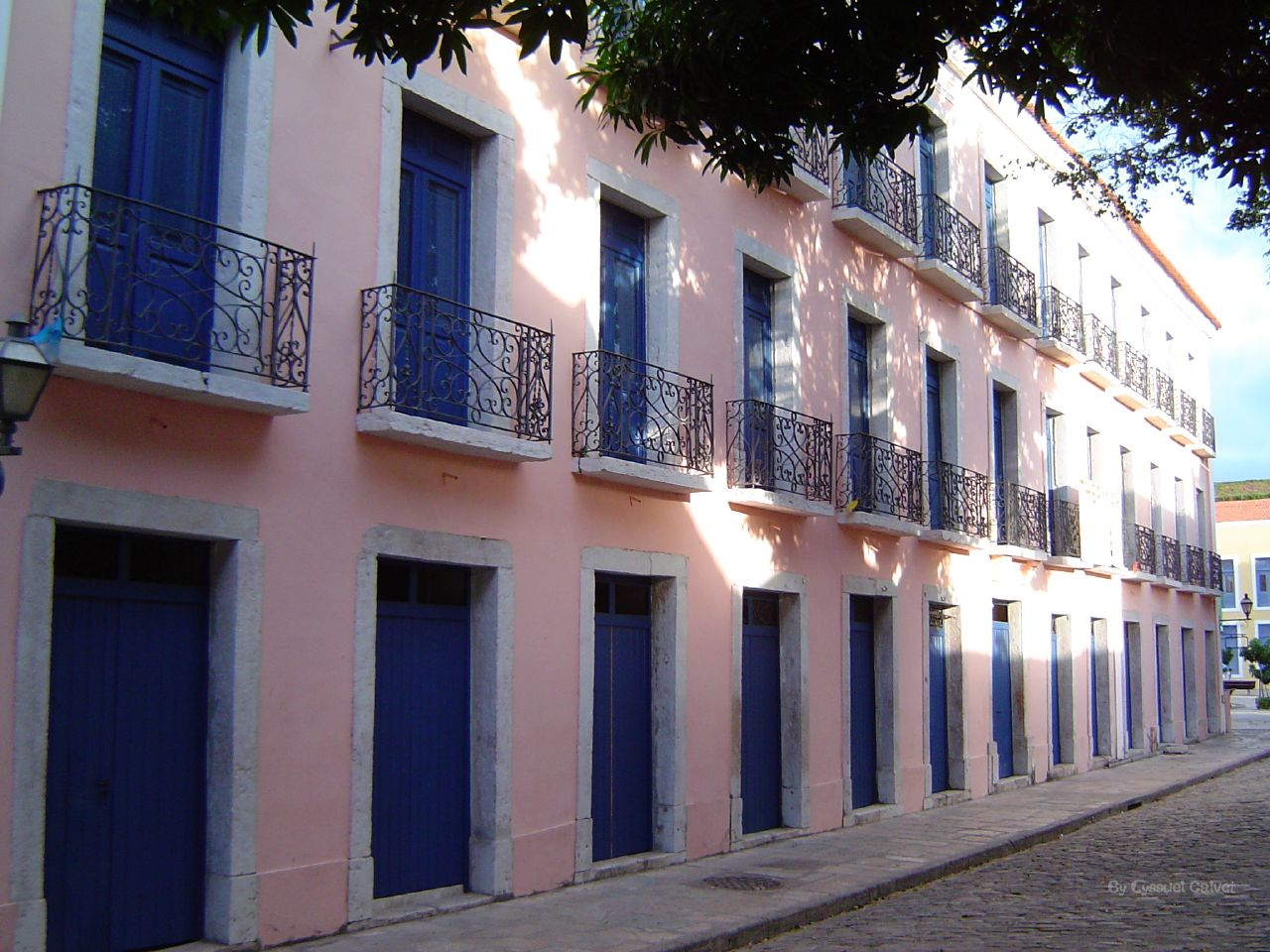
Casarões no Reviver

## Projeto Reviver
O Projeto Reviver (1987-1990) permitiu a restauração da parte mais antiga o Centro Histórico. Nisso, o governo maranhense restaurou cerca de 200 casarões no bairro da Praia Grande. Na atualidade, o tráfego de veículos é proibido no local, e o calçamento é igual ao tempo do Império. 
Epitácio Cafeteira, governador do Maranhão (1987-1990, instituiu o Projeto Reviver pelo Decreto N° 67, de 25 de maio de 1989. As decisões políticas para a efetivação da requalificação do centro antigo se concentraram em obras sobretudo na recuperação de casarões: encarados como deteriorados e abandoados símbolos de atraso, porém dotados de resistência física.

## Galeria

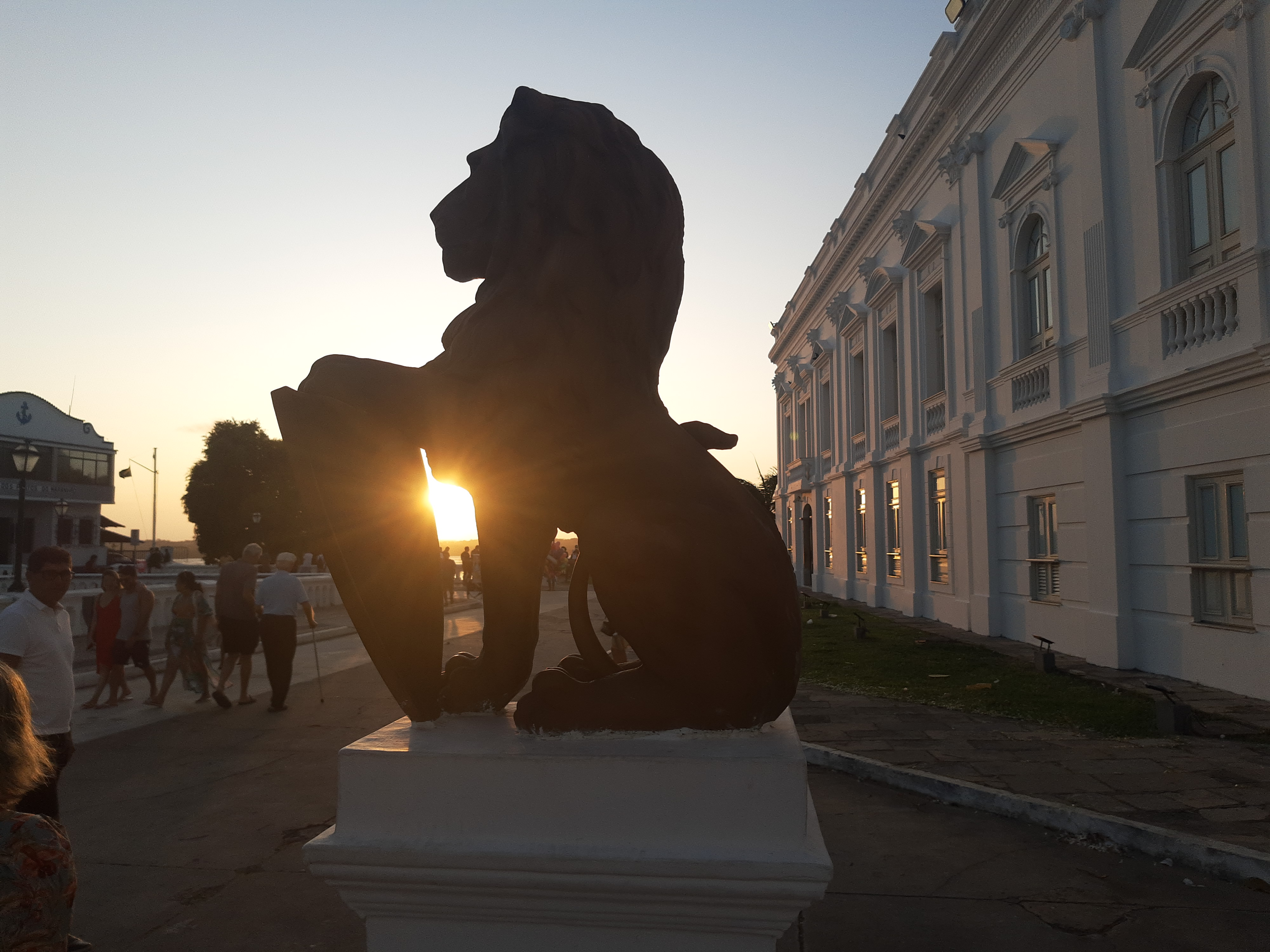
Palácio dos Leões
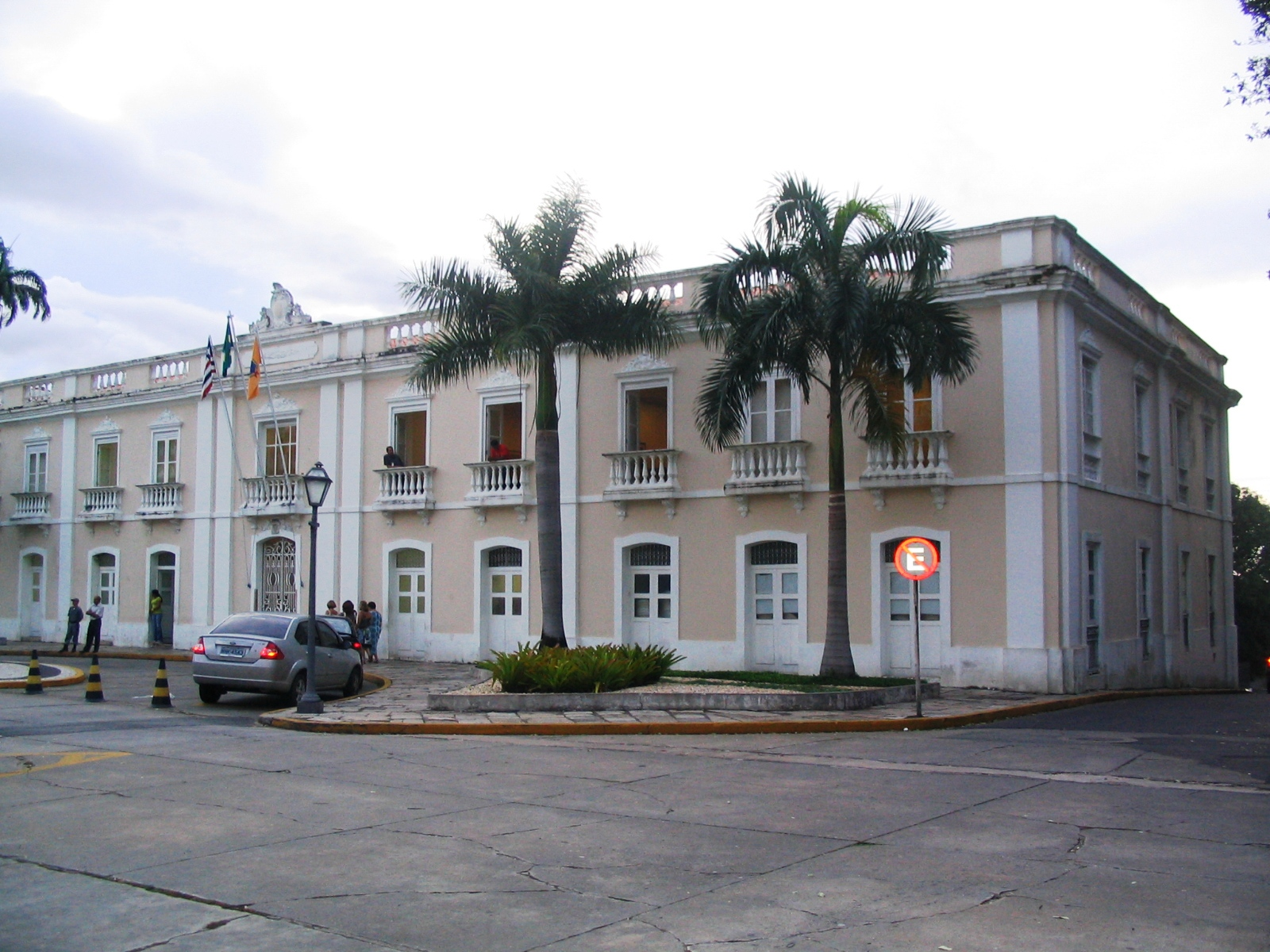
Palácio de La Ravardière
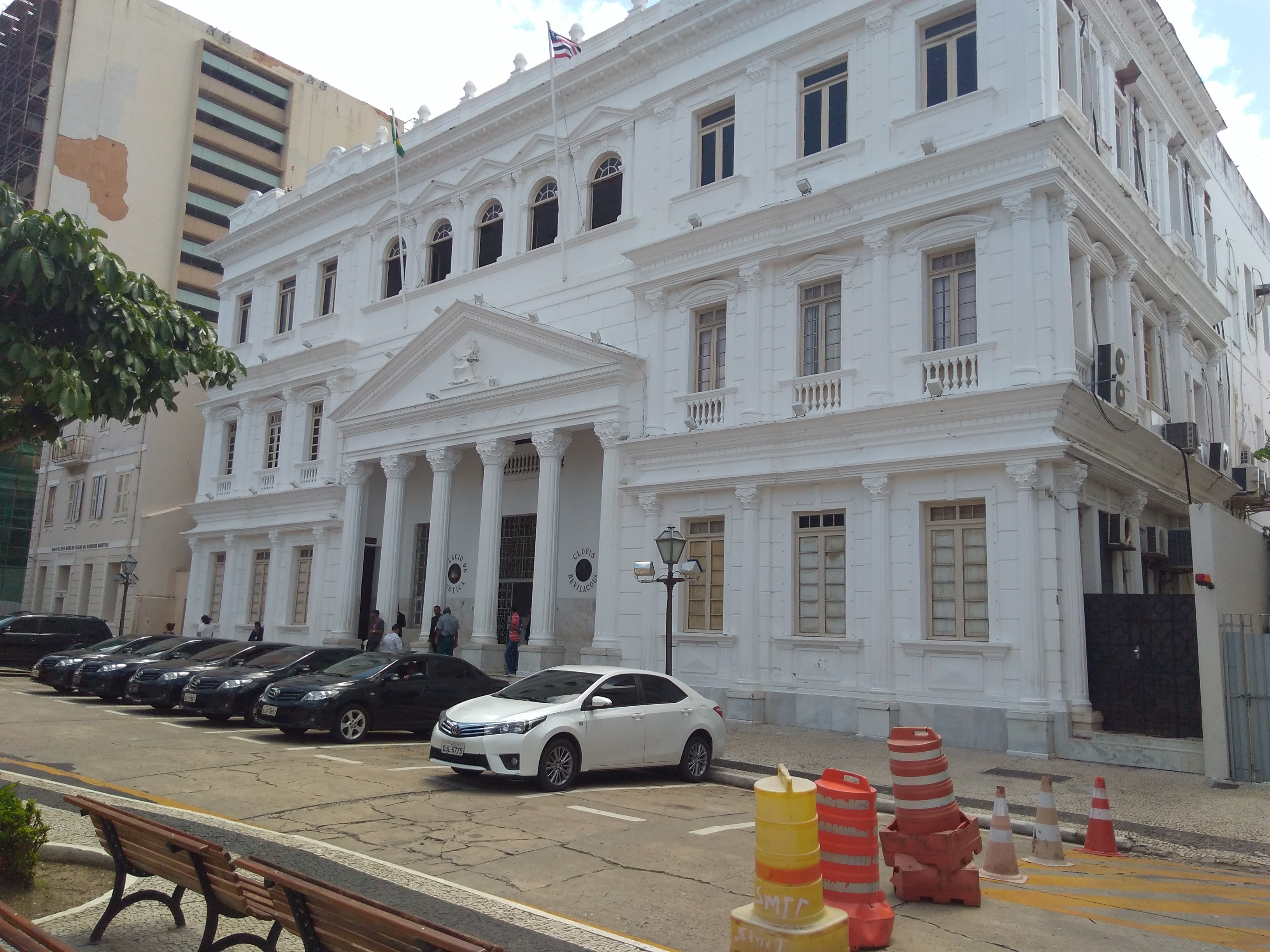
Palácio Clóvis Beviláqua
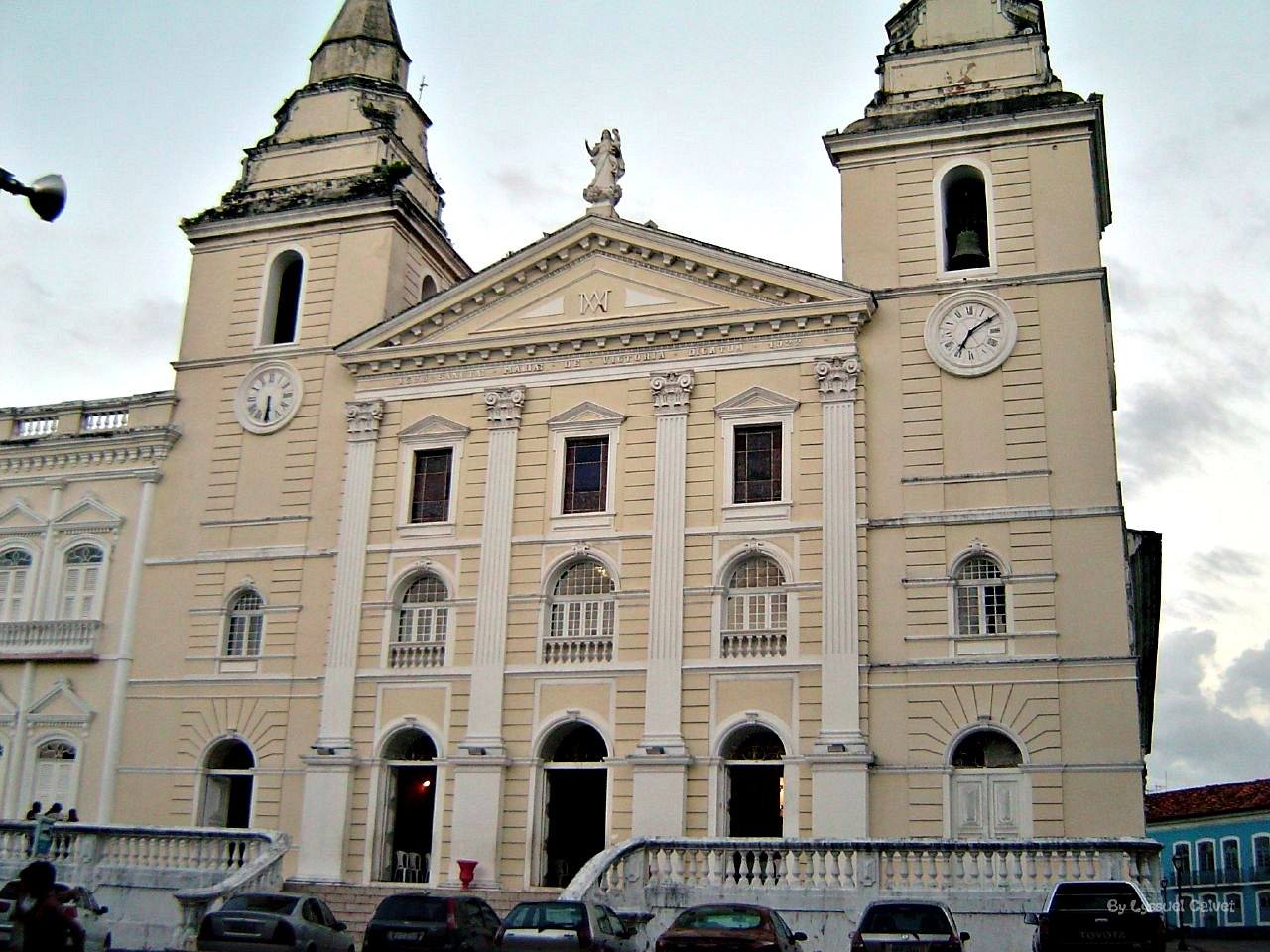
Igreja da Sé
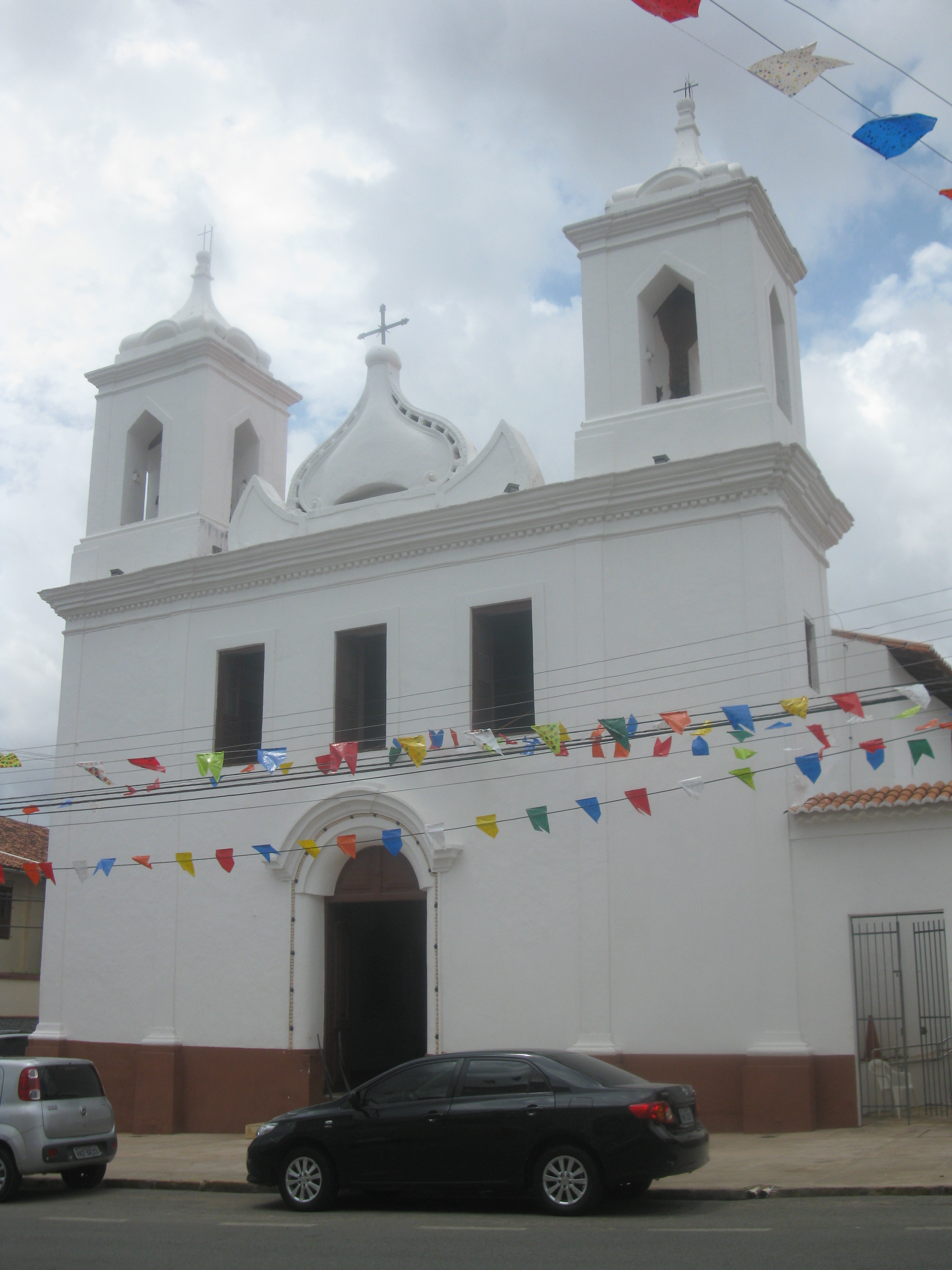
Igreja de Nossa Senhora do Rosário
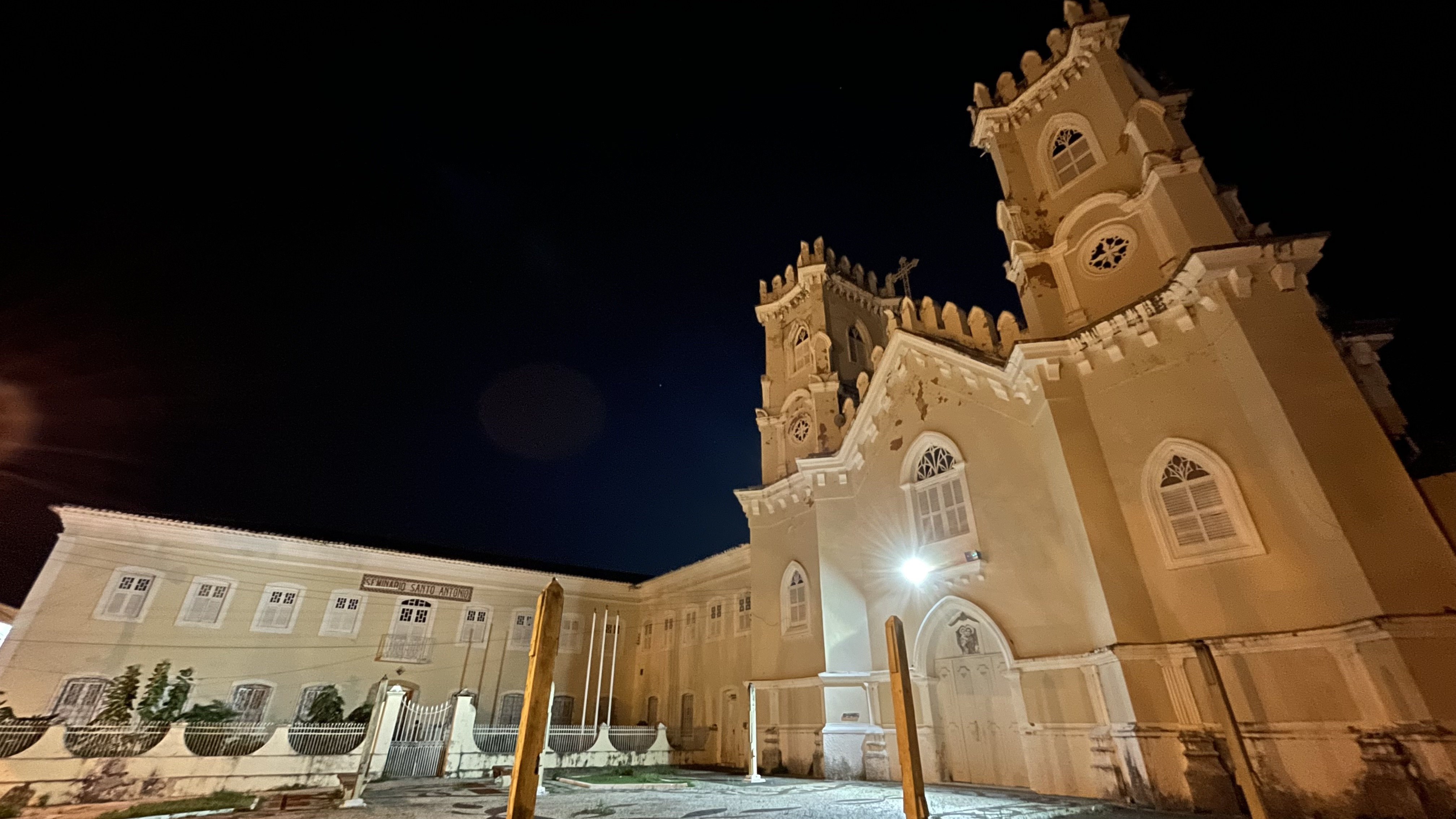
Seminário Santo Antônio
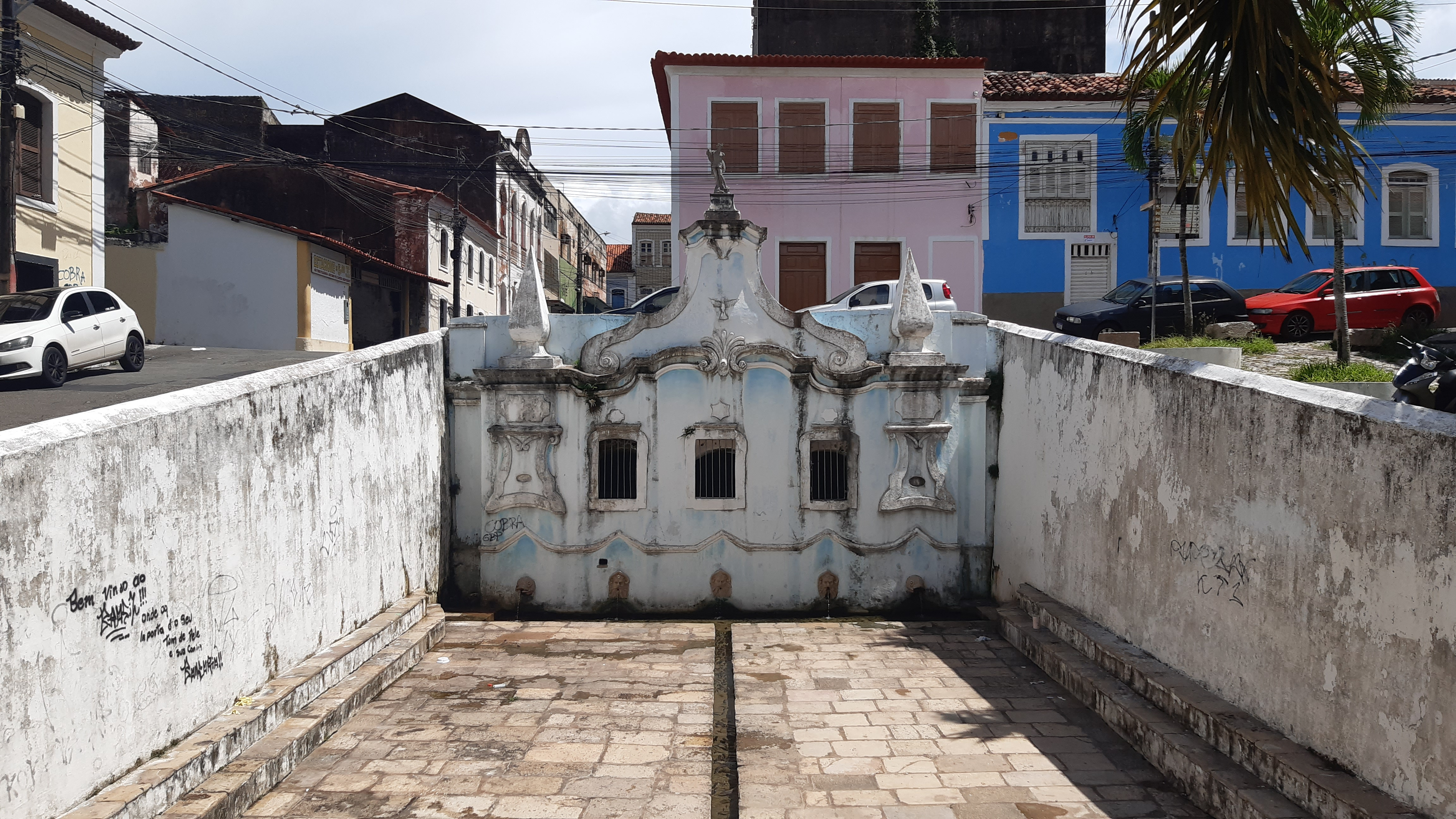
Fonte do Ribeirão
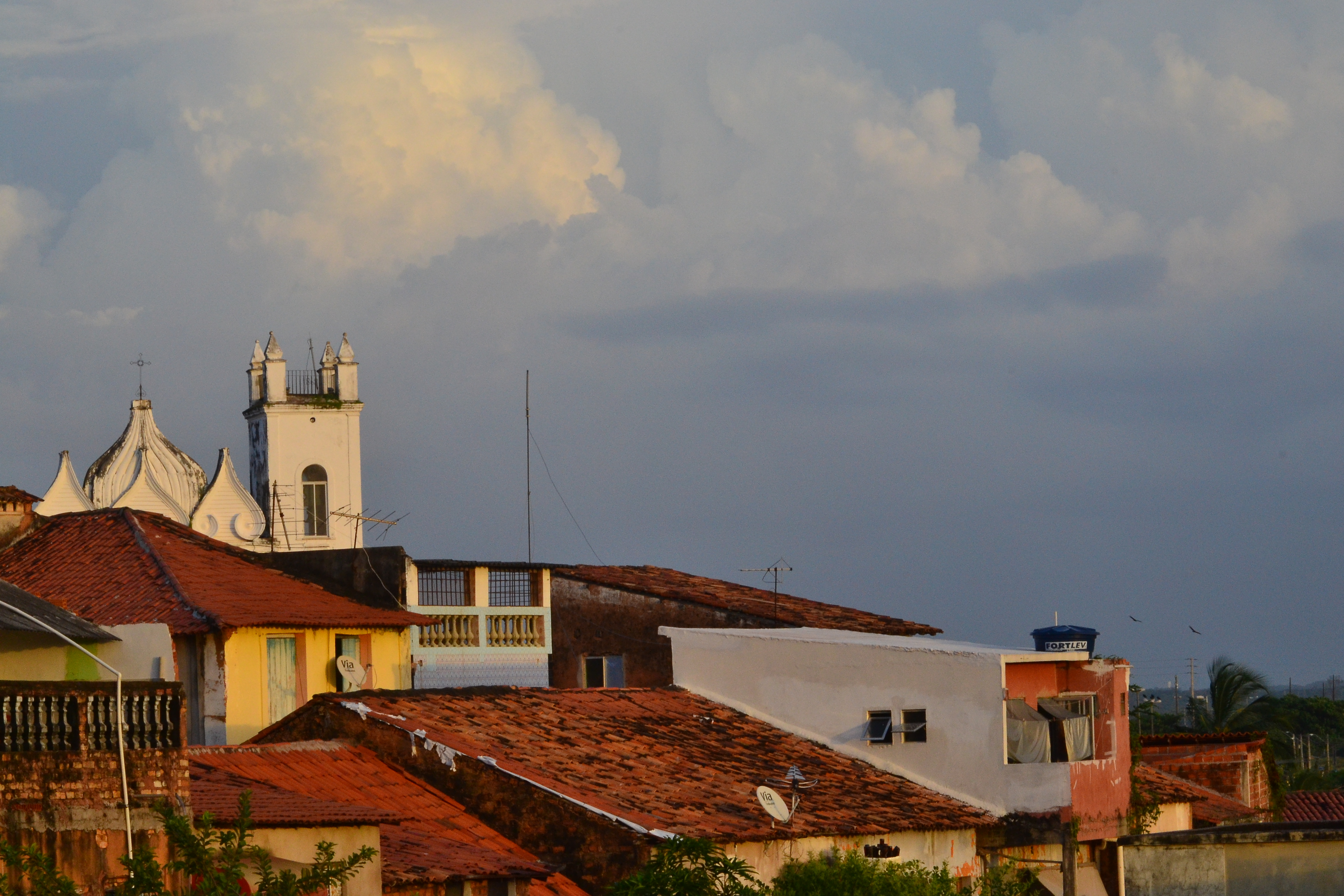
Igreja do Desterro
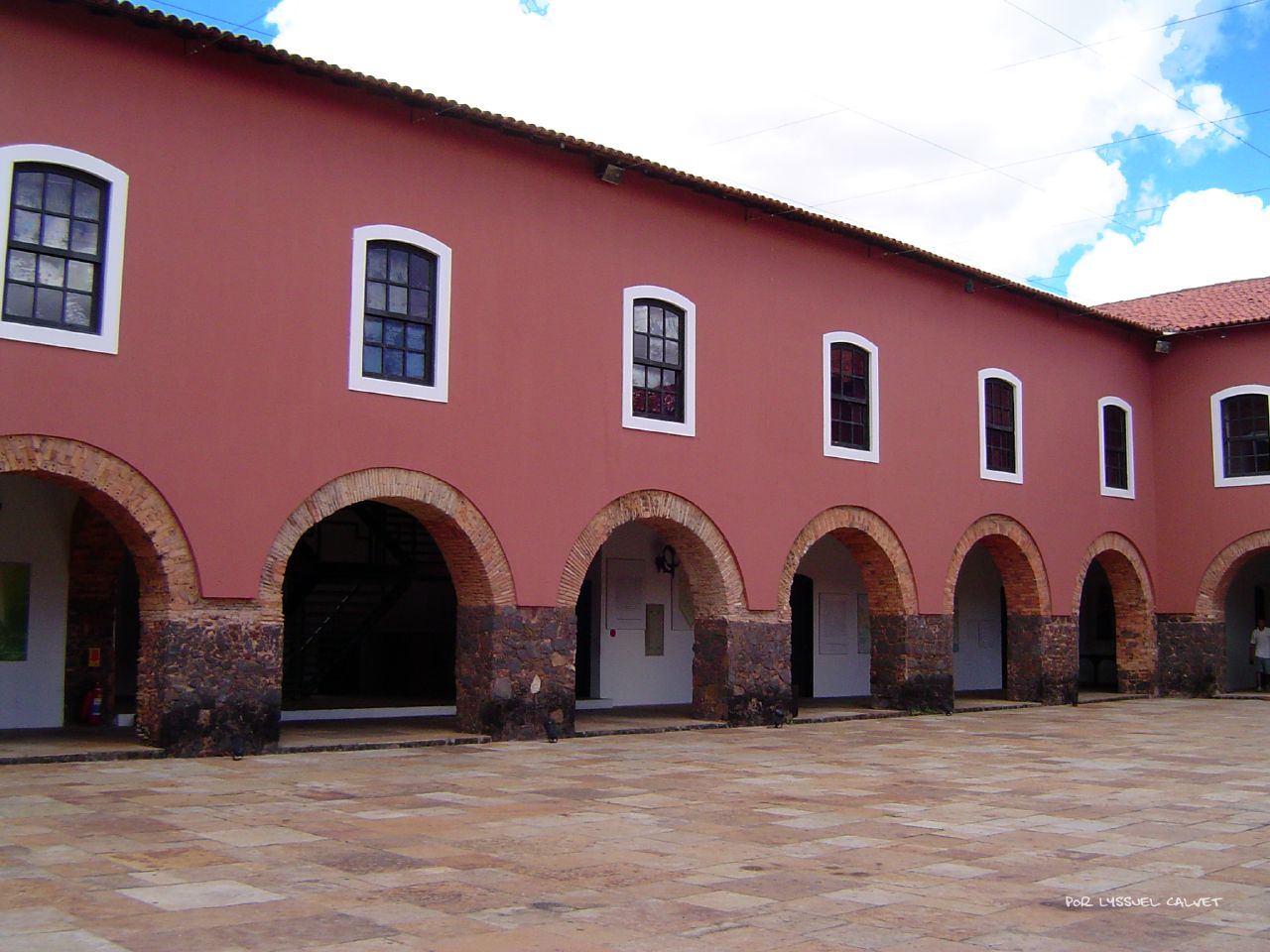
Convento das Mercés
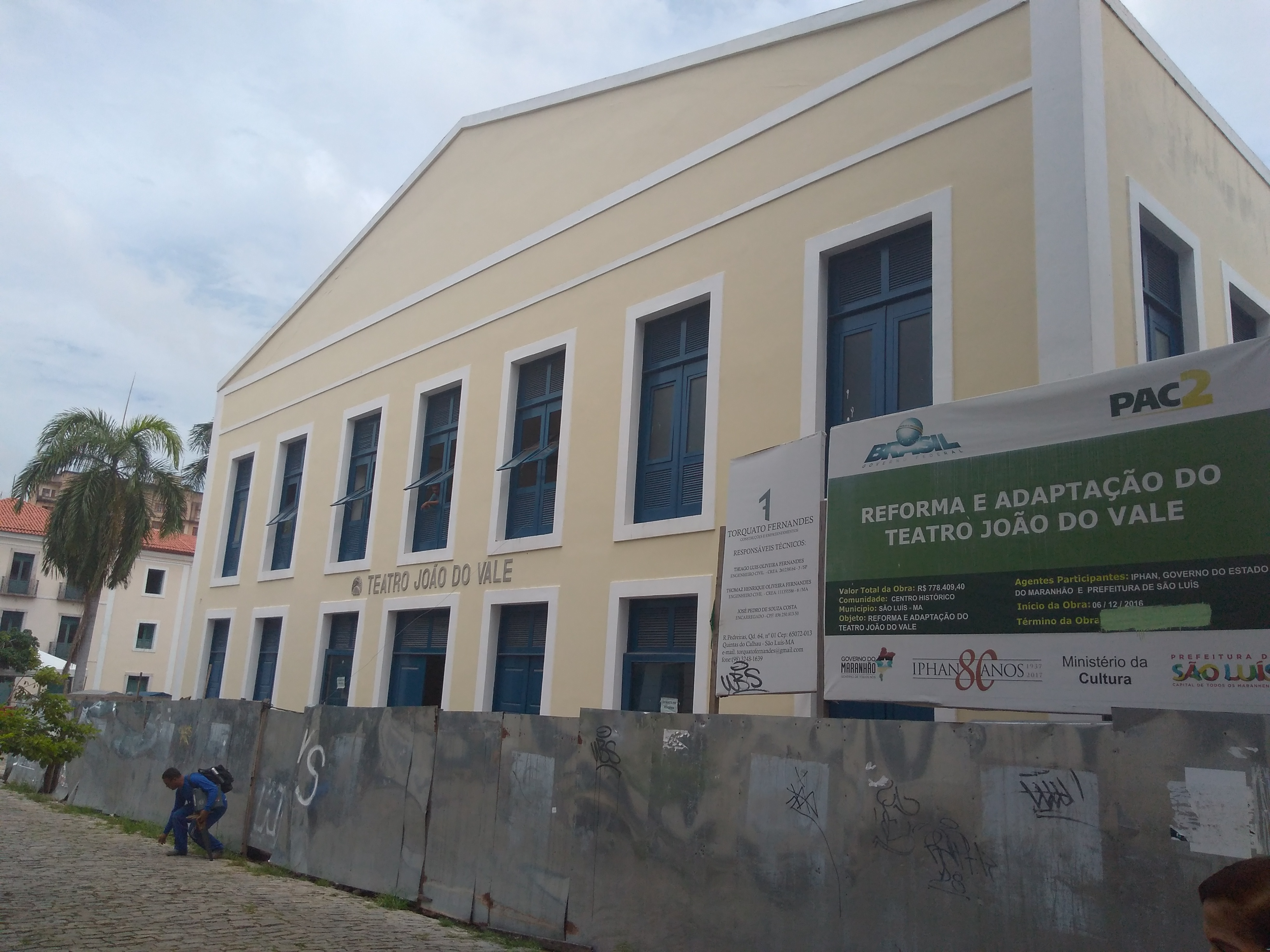
Teatro João do Vale
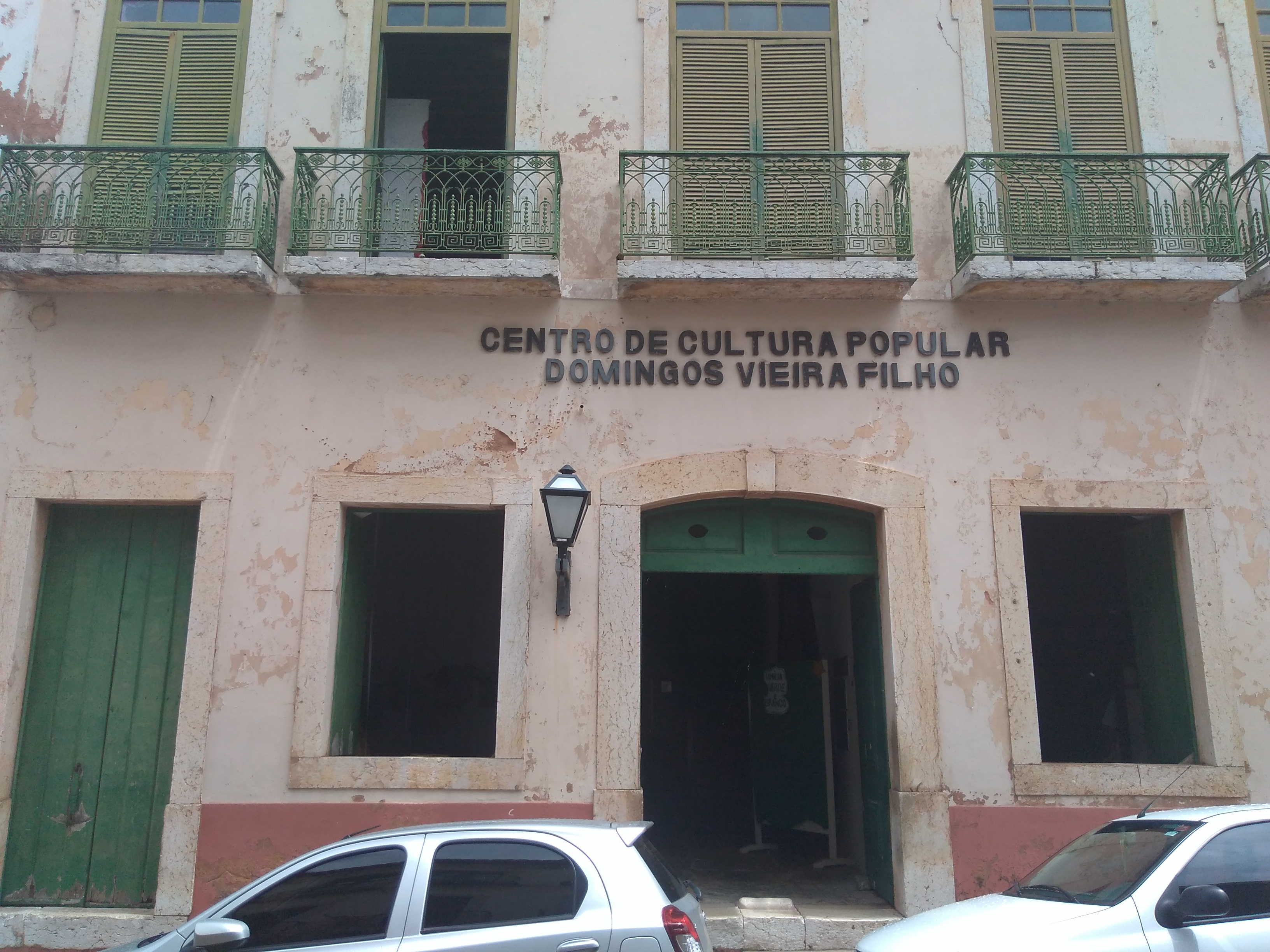
Centro de Cultura Popular Domingos Vieira Filho
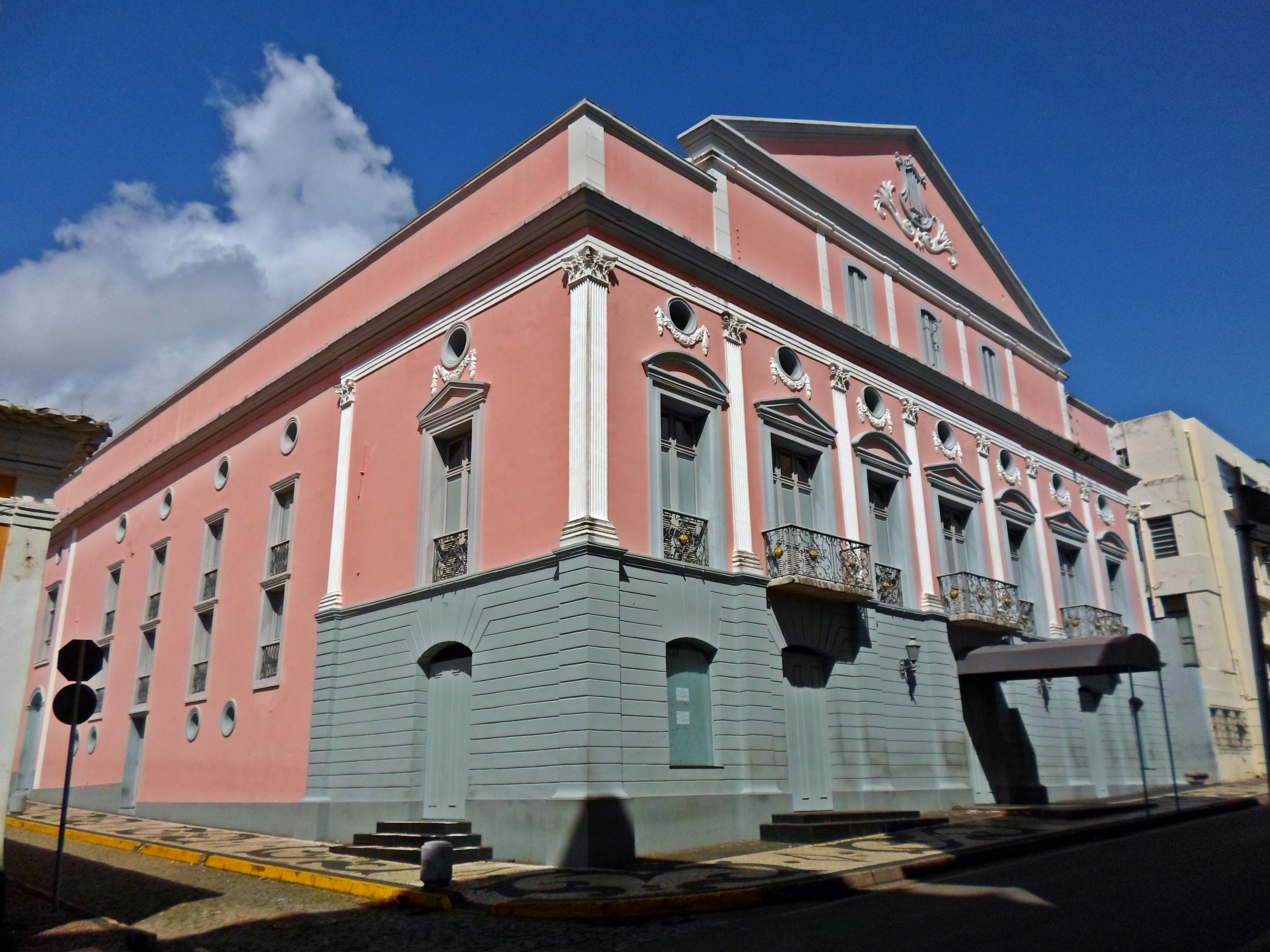
Teatro Arthur Azevedo